# Campionati del mondo di triathlon del 2016 - Città del Capo
La terza gara della serie dei Campionati mondiali di triathlon del 2016 si è tenuta a Città del Capo, Sudafrica in data 23-24 aprile 2016.

## Risultati

### Élite uomini
| Pos. | Pos.                  | Paese                                                            | Nuoto    | Bici     | Corsa    | Totale   |
| ---- | --------------------- | ---------------------------------------------------------------- | -------- | -------- | -------- | -------- |
|      | Fernando Alarza       | Spagna                                                           | 00:09:01 | 00:29:28 | 00:14:27 | 00:54:12 |
|      | Jonathan Brownlee     | Regno Unito                                                      | 00:08:58 | 00:29:28 | 00:14:34 | 00:54:17 |
|      | Dorian Coninx         | Francia                                                          | 00:08:56 | 00:29:28 | 00:14:41 | 00:54:23 |
| 4    | Mario Mola            | Spagna                                                           | 00:09:23 | 00:29:32 | 00:14:24 | 00:54:33 |
| 5    | Pierre Le Corre       | Francia                                                          | 00:08:59 | 00:29:26 | 00:14:53 | 00:54:38 |
| 6    | Henri Schoeman        | Sudafrica                                                        | 00:08:58 | 00:29:17 | 00:14:54 | 00:54:40 |
| 7    | Aurelien Raphael      | Francia                                                          | 00:08:57 | 00:29:31 | 00:15:01 | 00:54:48 |
| 8    | Vicente Hernandez     | Spagna                                                           | 00:09:05 | 00:29:41 | 00:14:42 | 00:54:52 |
| 9    | Richard Varga         | Slovacchia                                                       | 00:08:54 | 00:29:27 | 00:15:06 | 00:54:53 |
| 10   | Andrea Salvisberg     | Svizzera                                                         | 00:09:02 | 00:29:25 | 00:15:11 | 00:54:55 |
| 11   | Tamás Tóth            | Ungheria                                                         | 00:09:05 | 00:29:23 | 00:15:12 | 00:54:59 |
| 12   | João Silva            | Portogallo                                                       | 00:09:39 | 00:29:16 | 00:14:52 | 00:55:02 |
| 13   | Alessandro Fabian     | Italia                                                           | 00:09:10 | 00:29:16 | 00:15:19 | 00:55:03 |
| 14   | Andreas Schilling     | Danimarca                                                        | 00:09:26 | 00:29:29 | 00:14:54 | 00:55:05 |
| 15   | João Pereira          | Portogallo                                                       | 00:09:23 | 00:29:31 | 00:14:51 | 00:55:06 |
| 16   | Adam Bowden           | Regno Unito                                                      | 00:09:12 | 00:29:41 | 00:14:53 | 00:55:06 |
| 17   | Adrien Briffod        | Svizzera                                                         | 00:09:20 | 00:29:31 | 00:14:58 | 00:55:06 |
| 18   | Ron Darmon            | Israele                                                          | 00:09:39 | 00:29:12 | 00:14:54 | 00:55:07 |
| 19   | Alexander Bryukhankov | Russia                                                           | 00:09:14 | 00:29:34 | 00:14:59 | 00:55:10 |
| 20   | Gregor Buchholz       | Germania                                                         | 00:09:36 | 00:29:21 | 00:15:00 | 00:55:12 |
| 21   | Thomas Springer       | Austria                                                          | 00:09:36 | 00:29:18 | 00:15:05 | 00:55:14 |
| 22   | Bob Haller            | Lussemburgo                                                      | 00:09:30 | 00:29:17 | 00:15:12 | 00:55:19 |
| 23   | Jonathan Zipf         | Germania                                                         | 00:09:26 | 00:29:23 | 00:15:11 | 00:55:22 |
| 24   | Jason Wilson          | Barbados                                                         | 00:09:32 | 00:29:16 | 00:15:16 | 00:55:25 |
| 25   | Sven Riederer         | Svizzera                                                         | 00:09:34 | 00:29:17 | 00:15:15 | 00:55:28 |
| 26   | Jan Celustka          | Rep. Ceca                                                        | 00:09:15 | 00:29:35 | 00:15:19 | 00:55:30 |
| 27   | Stefan Zachaeus       | Lussemburgo                                                      | 00:09:01 | 00:29:29 | 00:15:47 | 00:55:31 |
| 28   | Gábor Faldum          | Ungheria                                                         | 00:09:28 | 00:29:21 | 00:15:30 | 00:55:37 |
| 29   | Benjamin Shaw         | Irlanda                                                          | 00:09:11 | 00:29:34 | 00:15:35 | 00:55:43 |
| 30   | Wian Sullwald         | Sudafrica                                                        | 00:09:18 | 00:29:41 | 00:15:30 | 00:55:46 |
| 31   | Aleksandr Latin       | Estonia                                                          | 00:09:23 | 00:29:27 | 00:15:36 | 00:55:48 |
| 32   | Alois Knabl           | Austria                                                          | 00:08:55 | 00:29:28 | 00:16:03 | 00:55:50 |
| 33   | Tony Dodds            | Nuova Zelanda                                                    | 00:09:03 | 00:29:27 | 00:16:10 | 00:55:54 |
| 34   | Danilo Pimentel       | Brasile                                                          | 00:09:13 | 00:29:34 | 00:15:43 | 00:55:56 |
| 35   | Jonas Schomburg       | (EN) ITU- Recommendation, International Telecommunication Union. | 00:09:06 | 00:29:20 | 00:16:18 | 00:56:01 |
| 36   | Justus Nieschlag      | Germania                                                         | 00:09:43 | 00:29:10 | 00:15:53 | 00:56:06 |
| 37   | Sylvain Fridelance    | Svizzera                                                         | 00:09:18 | 00:29:39 | 00:15:59 | 00:56:10 |
| 38   | Russell White         | Irlanda                                                          | 00:09:30 | 00:29:16 | 00:16:00 | 00:56:12 |
| 39   | Kevin Mcdowell        | Stati Uniti                                                      | 00:09:09 | 00:29:43 | 00:16:19 | 00:56:35 |
| 40   | Reinaldo Colucci      | Brasile                                                          | 00:09:29 | 00:29:16 | 00:16:29 | 00:56:43 |
| 41   | Crisanto Grajales     | Messico                                                          | 00:09:45 | 00:30:53 | 00:14:54 | 00:56:51 |
| 42   | Rodrigo Gonzalez      | Messico                                                          | 00:09:33 | 00:30:32 | 00:15:32 | 00:56:57 |
| 43   | Mehdi Essadiq         | Marocco                                                          | 00:09:27 | 00:30:33 | 00:16:10 | 00:57:34 |
| 44   | Basson Engelbrecht    | Sudafrica                                                        | 00:09:47 | 00:30:50 | 00:15:54 | 00:57:53 |
| 45   | Neil Peters           | Lussemburgo                                                      | 00:09:23 | 00:29:28 | 00:17:39 | 00:57:56 |
| 46   | Ludwig Fleetwood      | Svezia                                                           | 00:09:26 | 00:30:35 | 00:16:37 | 00:58:01 |
| 47   | Diogo Sclebin         | Brasile                                                          | 00:09:41 | 00:30:52 | 00:15:57 | 00:58:02 |
| 48   | Delian Stateff        | Italia                                                           | 00:09:41 | 00:31:36 | 00:15:27 | 00:58:09 |
| 49   | Mateusz Kazmierczak   | Polonia                                                          | 00:09:45 | 00:30:56 | 00:16:13 | 00:58:11 |
| 50   | Robby Webster         | Stati Uniti                                                      | 00:10:07 | 00:31:11 | 00:15:33 | 00:58:15 |
| 51   | Ákos Vanek            | Ungheria                                                         | 00:09:28 | 00:30:28 | 00:17:04 | 00:58:28 |
| 52   | James Chronis         | Grecia                                                           | 00:09:44 | 00:31:34 | 00:15:50 | 00:58:30 |
| 53   | Miguel Arraiolos      | Portogallo                                                       | 00:09:43 | 00:30:59 | 00:16:26 | 00:58:30 |
| 54   | Jean-Paul Burger      | Namibia                                                          | 00:09:53 | 00:31:16 | 00:15:48 | 00:58:32 |
| 55   | Nan Oliveras          | Spagna                                                           | 00:09:48 | 00:30:52 | 00:16:47 | 00:58:49 |
| 56   | Alex Libin            | Stati Uniti                                                      | 00:10:13 | 00:31:07 | 00:16:13 | 00:58:54 |
| 57   | Eder Mejia Muñoz      | Messico                                                          | 00:09:10 | 00:31:54 | 00:16:19 | 00:59:00 |
| 58   | Simon De Cuyper       | Belgio                                                           | 00:09:46 | 00:31:37 | 00:16:18 | 00:59:04 |
| 59   | Jan Volar             | Rep. Ceca                                                        | 00:09:48 | 00:31:10 | 00:16:32 | 00:59:14 |

### Élite donne
| Pos. | Pos.                     | Paese                                                            | Nuoto    | Bici     | Corsa    | Totale   |
| ---- | ------------------------ | ---------------------------------------------------------------- | -------- | -------- | -------- | -------- |
|      | Non Stanford             | Regno Unito                                                      | 00:09:27 | 00:32:36 | 00:16:18 | 00:59:49 |
|      | Jodie Stimpson           | Regno Unito                                                      | 00:09:36 | 00:32:25 | 00:16:26 | 00:59:56 |
|      | Flora Duffy              | Bermuda                                                          | 00:08:55 | 00:33:10 | 00:16:29 | 00:59:59 |
| 4    | Anne Haug                | Germania                                                         | 00:09:47 | 00:32:21 | 00:16:36 | 01:00:07 |
| 5    | Kirsten Kasper           | Stati Uniti                                                      | 00:09:18 | 00:32:51 | 00:16:34 | 01:00:08 |
| 6    | Vicky Holland            | Regno Unito                                                      | 00:09:22 | 00:32:41 | 00:16:44 | 01:00:15 |
| 7    | Ai Ueda                  | Giappone                                                         | 00:09:49 | 00:32:22 | 00:16:42 | 01:00:21 |
| 8    | Yurie Matsuda            | Giappone                                                         | 00:09:33 | 00:32:36 | 00:16:50 | 01:00:26 |
| 9    | Sarah True               | Stati Uniti                                                      | 00:09:27 | 00:32:35 | 00:16:57 | 01:00:33 |
| 10   | Kaidi Kivioja            | Estonia                                                          | 00:09:39 | 00:32:28 | 00:17:00 | 01:00:34 |
| 11   | Ainhoa Murua Zubizarreta | Spagna                                                           | 00:09:22 | 00:32:48 | 00:16:58 | 01:00:36 |
| 12   | Lisa Nordén              | Svezia                                                           | 00:09:27 | 00:32:30 | 00:17:04 | 01:00:37 |
| 13   | Rebecca Spence           | Nuova Zelanda                                                    | 00:09:30 | 00:32:24 | 00:17:01 | 01:00:38 |
| 14   | Hanna Philippin          | Germania                                                         | 00:09:34 | 00:32:23 | 00:17:09 | 01:00:44 |
| 15   | Vendula Frintova         | Rep. Ceca                                                        | 00:09:15 | 00:32:56 | 00:17:17 | 01:00:47 |
| 16   | Lindsey Jerdonek         | Stati Uniti                                                      | 00:09:21 | 00:32:46 | 00:17:10 | 01:00:48 |
| 17   | Mari Rabie               | Sudafrica                                                        | 00:09:11 | 00:33:00 | 00:17:24 | 01:00:53 |
| 18   | Mariya Shorets           | Russia                                                           | 00:09:34 | 00:32:26 | 00:17:17 | 01:00:55 |
| 19   | Yuko Takahashi           | Giappone                                                         | 00:09:29 | 00:32:30 | 00:17:27 | 01:00:57 |
| 20   | Amanda Bohlin            | Svezia                                                           | 00:09:52 | 00:32:19 | 00:17:25 | 01:00:58 |
| 21   | Yuka Sato                | Giappone                                                         | 00:09:25 | 00:32:37 | 00:17:21 | 01:00:59 |
| 22   | Rachel Klamer            | Paesi Bassi                                                      | 00:09:18 | 00:32:49 | 00:17:29 | 01:01:02 |
| 23   | Miriam Casillas García   | Spagna                                                           | 00:09:29 | 00:32:42 | 00:17:25 | 01:01:03 |
| 24   | Melanie Santos           | Portogallo                                                       | 00:09:25 | 00:32:45 | 00:17:33 | 01:01:09 |
| 25   | Anastasia Abrosimova     | Russia                                                           | 00:09:24 | 00:32:48 | 00:17:31 | 01:01:15 |
| 26   | Pamella Oliveira         | Brasile                                                          | 00:09:23 | 00:32:49 | 00:17:35 | 01:01:15 |
| 27   | Carolina Routier         | Spagna                                                           | 00:08:57 | 00:33:14 | 00:17:48 | 01:01:26 |
| 28   | Charlotte Bonin          | Italia                                                           | 00:09:25 | 00:32:40 | 00:17:46 | 01:01:29 |
| 29   | Sophia Saller            | Germania                                                         | 00:09:36 | 00:32:28 | 00:18:00 | 01:01:36 |
| 30   | Nicky Samuels            | Nuova Zelanda                                                    | 00:09:28 | 00:32:33 | 00:18:01 | 01:01:37 |
| 31   | Simone Ackermann         | (EN) ITU- Recommendation, International Telecommunication Union. | 00:09:24 | 00:32:42 | 00:17:59 | 01:01:38 |
| 32   | Taylor Spivey            | Stati Uniti                                                      | 00:09:27 | 00:32:37 | 00:18:09 | 01:01:43 |
| 33   | Jolanda Annen            | Svizzera                                                         | 00:09:35 | 00:32:31 | 00:18:09 | 01:01:47 |
| 34   | Petra Kurikova           | Rep. Ceca                                                        | 00:09:47 | 00:32:28 | 00:18:26 | 01:02:04 |
| 35   | Vittoria Lopes           | Brasile                                                          | 00:09:23 | 00:32:43 | 00:18:57 | 01:02:39 |
| 36   | Erin Densham             | Australia                                                        | 00:09:32 | 00:32:26 | 00:19:38 | 01:03:09 |
| 37   | Aoi Kuramoto             | Giappone                                                         | 00:09:27 | 00:34:24 | 00:19:05 | 01:04:25 |
| 38   | Anna Godoy Contreras     | Spagna                                                           | 00:09:18 | 00:34:47 | 00:18:54 | 01:04:32 |
| 39   | Gillian Sanders          | Sudafrica                                                        | 00:09:26 | 00:36:07 | 00:18:09 | 01:05:12 |
| 40   | Aileen Reid              | Irlanda                                                          | 00:09:41 | 00:35:58 | 00:17:57 | 01:05:19 |